# اودون (کمون)
اودون (به فرانسوی: Audon) یک کمون در فرانسه است که در canton of Tartas-Est واقع شده‌است. اودون ۷٫۵۵ کیلومتر مربع مساحت دارد ۴۵ متر بالاتر از سطح دریا واقع شده‌است.